# Lise Mackie
Lise Maree Mackie (Te Kuiti, Nueva Zelanda, 10 de agosto de 1975) es una nadadora retirada especialista en estilo libre, australiana pero nacida en Nueva Zelanda. Fue olímpica en los Juegos Olímpicos de Atlanta 1996 donde consiguió una medalla de bronce en la prueba de 4x200 metros libres tras nadar las series eliminatorias. Durante el Campeonato Mundial de Natación en Piscina Corta de 1997, consiguió también la medalla de bronce en la misma prueba, tras nadar nuevamente las series eliminatorias.

## Palmarés internacional
| Juegos Olímpicos                                | Juegos Olímpicos          | Juegos Olímpicos  | Juegos Olímpicos |
| Año                                             | Lugar                     | Medalla           | Prueba           |
| ----------------------------------------------- | ------------------------- | ----------------- | ---------------- |
| 1996                                            | Atlanta ( Estados Unidos) | Medalla de bronce | 4x200 m libres   |
| Campeonato Mundial de Natación en Piscina Corta |                           |                   |                  |
| 1997                                            | Gotemburgo ( Suecia)      | Medalla de bronce | 4x200 m libres   |